# Parco nazionale di Meru Betiri
Il Parco nazionale di Meru Betiri è un parco naturale posto nel nord est di Giava, in Indonesia. Insieme ai parchi nazionali di Alas Purwo, di Baluran e alla Riserva naturale Kawah Ijen, formano la Riserva della Biosfera di Balambangan, riconosciuta dall'UNESCO dal 2016.
Comprende una area di circa 580 km² di incontaminata foresta pluviale. Si tratta di uno degli ultimi luoghi in Giava dove è possibile trovare una foresta di pianura sopravvissuta alla deforestazione.

## Territorio
Il parco nazionale del Meru Betiri ha una topografia varia che va dalla costa ad una zona montuosa con un'altitudine di quasi 1.200 metri.
Le montagne più alte del parco sono il monte Gamping (538 m), il monte Butak (609 m), il monte Sukamade Atas (801 m), il monte Gendong (840 m slm), il monte Mandilis (844 m) e il monte Betiri (1.192 m) da cui il parco prende nome.
Ci sono solo poche coste sabbiose e pianeggianti, la maggior parte delle quali situate a ovest, come la spiaggia di Rajegwesi, la spiaggia di Sukamade, la spiaggia di Permisan, la spiaggia di Meru e la spiaggia di Bandealit.
L'area di Meru Betiri è influenzata dai monsoni. Da novembre a marzo, il vento da ovest porta precipitazioni nella zona, mentre la stagione secca si verifica tra aprile e ottobre. La media annuale delle precipitazioni è compresa tra 2300 e 4.000 millimetri, con 4 mesi secchi e 7 mesi umidi in media.

## Flora
Il Parco, data la sua topografia, ospita cinque tipi differenti di vegetazione:
- Vegetazione costiera, presente attorno a Sukamade Bay e Meru Bay. Tra le specie presenti vi sono Barringtonia asiatica, Calophyllum inophyllum, Talipariti tiliaceum, Terminalia catappa e Pandanus tectorius.
- Foresta a mangrovia, situata sul lato orientale della baia Rajegwesi, alla foce dei fiumi Lembu e Karang Tambak, nonché nei pressi di Meru Bay e Sukamade Bay. Le specie dominanti sono Rhizophora spp., Avicennia spp. e Bruguiera spp.. Alla foce del fiume Sukamade è presente una formazione di Nypa fruticans.
- Vegetazione palustre, che si trova alle spalle della foresta di mangrovie di Sukamade. Tra le specie presenti: Manilkara kauki, Gluta renghas, Alstonia scholaris e Sterculia foetida.
- Foresta pluviale, che ospita, fra l'altro, Tetrameles nudiflora, Ficus variegata, Diospyros cauliflora, Aglaia variegata, Dracontomelon mangiferum, Bischoffia javanica, Dysoxylum amoroides, Gossampinus heptaphylla e Plectocomia elongata.
- Rheofit, tipica delle aree umide come quella del Sukamade. La specie vegetale dominante è Saccharum spontaneum.

Sono state censite oltre 500 specie differenti tra cui la Rauwolfia serpentina, la Balanophora fungosa e l'endemica Rafflesia zollingeriana, una pianta con giganteschi fiori rossi che parassita varie specie del genere Tetrastigma.
Sono presenti anche diverse specie di bambù (Bambusa spp., Schizostachyum blumei  e Schizostachyum brachycladum) e anche alcune palme rattan (Daemonorops melanochaetes, Plectomocomia longistigma e Plectomocomia elongata).

## Fauna
La fauna, dopo l'estinzione della Panthera tigris sondaica, è rappresentata dal leopardo di Giava (Panthera pardus melas) e da cinghiali, cervi, scimmie, serpenti, tartarughe e diverse specie di uccelli.
Le spiagge del parco offrono terreni di nidificazione per specie di tartarughe in via di estinzione come le tartarughe liuto (Dermochelys coriacea), le tartarughe embricate (Eretmochelys imbricata), le tartarughe verdi (Chelonia mydas) e le tartarughe olivacee (Lepidochelys olivacea).